# 康塞普西翁战役
康塞普西翁战役爆发于1835年10月28日，交战双方为多明戈·乌加特切亚上校率领的墨西哥军与詹姆斯·鲍伊和詹姆斯·范宁领导的得克萨斯爱国者。这场持续三十分钟的战斗被历史学家J·R·埃德蒙森称为“得克萨斯革命的首次主要战役”，地点位于康塞普西翁宣教所，即今天美国得克萨斯州圣安东尼奥市中心以南3.2（2英里）处。
10月13日，斯蒂芬·F·奥斯汀统率的新组建得克萨斯军向贝尔进军，当时由马丁·佩费克托·德科斯将军指挥驻守得克萨斯的墨西哥残余部队。10月27日，奥斯汀派鲍伊与范宁率90名士兵，在贝尔附近寻找一处可供得克萨斯军休整的易守难攻之地。他们选定康塞普西翁宣教所附近作为营地，当夜扎营并派信使告知奥斯汀。科斯得知得克萨斯军分散后，遂遣乌加特切亚率275人进攻康塞普西翁。得克萨斯军依托马蹄形沟壑固守，凭险要地势多次击退墨军，迫使其在大军抵达前30分钟撤退。历史学家估计墨军死伤14至76人，而得克萨斯军仅一人阵亡。

## 背景
1835年10月13日，新组建的得克萨斯军决心彻底终结墨西哥对得克萨斯的统治，开始向圣安东尼奥贝尔进军。几天前，墨西哥总统的妹夫马丁·佩费克托·德科斯将军已抵达贝尔并接管得克萨斯全部墨军。至10月20日，由首位将英语移民引入得克萨斯的Empresario斯蒂芬·F·奥斯汀所率得克萨斯军抵达萨拉多溪，并对贝尔发起围攻。为防得克萨斯军侦察防御工事，墨军试图限制人员出入城池，但仍有人得以离家投奔得克萨斯军。其中包括以骁勇著称的詹姆士·鮑依，他在“沙洲决斗”中的事迹早已广为流传。
10月22日，奥斯汀任命鲍伊为上校，并与詹姆斯·W·范宁上尉共同指挥第一营。他们在入夜前展开侦察行动，考察圣安东尼奥周边的旧宣教所作为潜在宿营地。当地熟悉地形的胡安·塞金及其得克萨斯军部下沿河为其引路。在勘察完三处宣教所后，鲍伊与范宁选定劍之聖弗朗西斯科差會为最理想营地。10月27日清晨，得克萨斯军其余部队亦在此与之会合。奥斯汀急于靠近贝尔，便立即派鲍伊和范宁去寻找一个良好的防守地点，以供军队当晚休息。

## 序幕

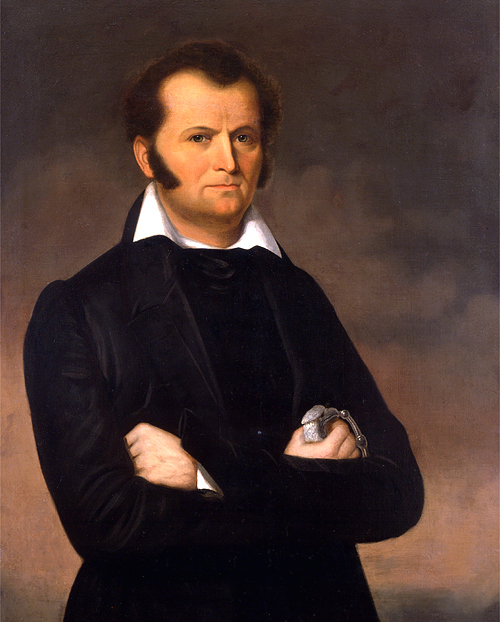
詹姆斯·鲍伊上校在康塞普西翁战役中率领德克萨斯军队

鲍伊与范宁率九十名士兵同行，分为四个连，分别由安德鲁·布里斯科、罗伯特·科尔曼、迈克尔·戈欣和瓦伦泰恩·贝内特上尉指挥。他们沿圣安东尼奥河北上，途经圣胡安与圣何塞宣教所。途中遭遇一小股墨军侦察兵，墨军在短暂交火后退回贝尔。
康塞普西翁宣教所距圣安东尼奥贝尔约3.2（2英里），距得克萨斯军在埃斯帕达的营地约9.7（6英里），得克萨斯军侦察队便在此驻足。宣教所以西约460（500碼）处，圣安东尼奥河形成一个小马蹄形弯道，两侧相距约91（100碼）。据历史学家阿尔文·巴尔所述“宽阔的河谷比起伏的草原低约六英尺，两岸林木成荫。”鲍伊与范宁并未依命立即回报奥斯汀，而是派信使送告诉奥斯汀前往康塞普西翁的方向。次日，愤怒的奥斯汀发表声明，威胁不遵从命令的军官将受军事法庭审判。
得克萨斯军侦察队分为两处扎营，其中范宁率49人驻守马蹄形河湾南端，鲍伊与其余士兵驻扎于北端。若墨军来犯，必陷于其交火之中。哨兵分布在周边及宣教所塔楼上，以便居高望远。傍晚安营时，得克萨斯军惊见一发自贝尔教堂塔楼的墨军炮弹落在营地之外。许多士兵怀疑是宣教所的神父将他们的位置告知了墨军。

## 战斗

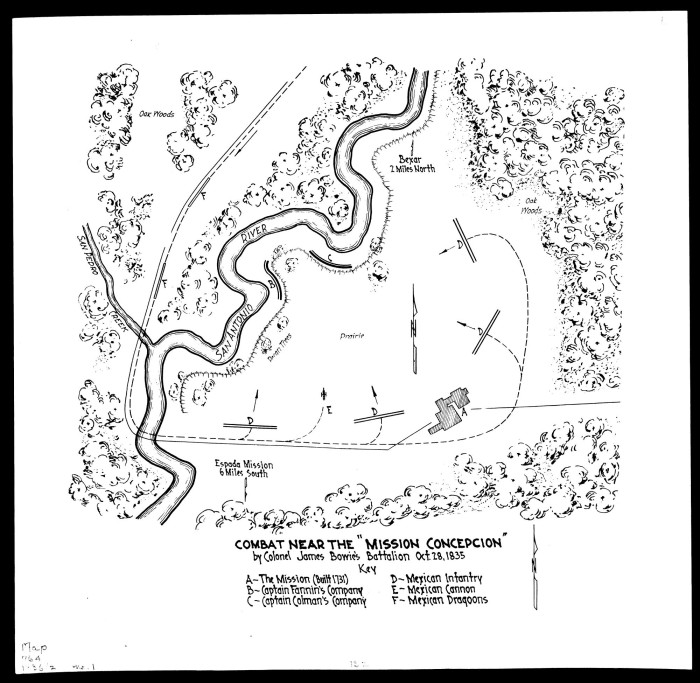
战场地图

为在得克萨斯军主力抵达前先歼康塞普西翁之敌，科斯于10月28日命多明戈·乌加特切亚上校率军清晨突袭。上午六时，乌加特切亚率275名墨军与两门火炮自贝尔出发。由于浓雾迟滞行军，他们直到上午八点或下午两点才抵康塞普西翁。一名墨军骑兵侦察兵向哨兵亨利·卡恩斯开火，卡恩斯还击后沮丧地奔回本部，说道“伙计们，那些杂种打光了我的火药筒。”得克萨斯军随即退入沟壑，他们先于壑沿射击，再纵身下至1.8（6英尺）深的河谷装填弹药。其余哨兵急奔主力部队时，佩恩·贾维斯中弹跌下河岸，所幸子弹击中其腰刀致使其仅受擦伤。
得克萨斯军阵地林木环绕，使墨军骑兵无处施展。两百骑兵遂留于河西岸，在得克萨斯军背后阻其逃遁。何塞·马里亚·门多萨中校率步兵与炮队渡河，占据得克萨斯军下方阵地。得克萨斯军则清理灌木以利观察，并在河堤挖出台阶，便于登临射击。双方断续交火达两小时，直至雾渐散去。此时五六十名墨军步兵越过草原，企图包围得克萨斯军。鲍伊高呼：“弟兄们，掩蔽好，节省火力，我们没人可以浪费！”距得克萨斯军270（300碼）处，墨军步兵停下布阵，以火炮居中，一边推进一边开火，却收效甚微，多数弹雨皆越过得克萨斯军头顶。得克萨斯军士兵诺亚·史密斯威克回忆道：“葡萄弹与霰弹劈啪穿过头顶的山核桃林，把熟果打得纷纷落下，士兵们随手捡起便吃，毫不在意，仿佛只是被北风摇落一般。”鲍伊在致奥斯汀的正式报告中亦称“敌军火力连绵不断，而我方射击虽较缓慢，却瞄准精确，杀伤显著。”
墨军军官下令冲击范宁所守南端时，鲍伊派科尔曼连支援。大多数援军自河岸下方迂回至新阵地，但亦有数人离开掩体冲过草原。其中理查德·安德鲁斯被葡萄弹击中腰侧，战后数小时殒命。
援军抵达马蹄形河湾南端时，墨军步兵后撤，炮位距得克萨斯军仅91（100碼）。得克萨斯军遂将火力转向炮手，三批炮手相继伤亡，火炮遂被弃。墨军步兵三度冲击，皆被击退。号手吹响撤退号角，步兵退至火枪射程之外。墨军骑兵奉命收拢伤员与火炮，然骑兵逼近时鲍伊率众突入草原，迅速夺炮反击溃逃之敌。葡萄弹杀死了其中一名骡夫，导致他的炮车失控并“在溃散的墨西哥队伍中横冲直撞”。整场战斗仅历时三十分钟。

## 余波

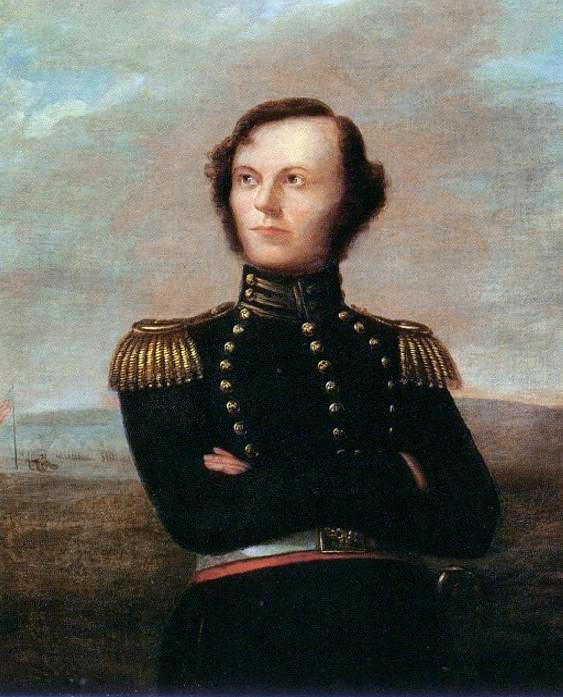
詹姆斯·W·范宁上尉是康塞普西翁战役的指挥官之一

奥斯汀原拟于10月28日清晨合并两路军队，但驻扎在埃斯帕达宣教所的部队因追逐一支逃散部队而延误启程，且未能得手。威廉·巴雷特·特拉维斯中校率骑兵先于主力部队行进，至康塞普西翁时远处仍可见墨军踪影。小股得克萨斯军骑兵紧追不舍，但墨军终安然抵达贝尔。
在战斗结束后不到三十分钟，得克萨斯军其余部队抵达。奥斯汀认为墨军士气大挫，欲即刻进军贝尔，然鲍伊与诸军官以贝尔防御坚固为由拒绝。得克萨斯军遂在战场搜寻墨军撤退时遗弃的装备，找到数箱弹药。由于嫌墨军火药“比捣碎的木炭好不了多少”，他们倒掉药料但保留了子弹。
当晚，奥斯汀允许一名当地神父及贝哈尔居民收殓墨军遗体。巴尔估计至少14名墨军阵亡，另有39人受伤，其中数人后来不治。《阿拉莫资料汇编》作者蒂莫西·托迪什等人则推算阵亡数为60人，而史家斯蒂芬·哈丁则称达76人。得克萨斯军方面仅安德鲁斯一人阵亡，贾维斯为唯一负伤者。
这场战斗被历史学家J·R·埃德蒙森称为“得克萨斯革命的首次主要战役”，这也是科斯下令对得克萨斯人发动的最后一次进攻。巴尔认为得克萨斯军取胜源于“出色的指挥、坚固的阵地以及更强的火力”。墨军骑兵在林木密布的河谷地形中无法有效作战，而其步兵武器射程也远逊于得克萨斯军。巴尔还指出，此战“应该让……墨西哥人懂得勇气和良好防御阵地的价值”。哈丁则认为，“康塞普西翁的轻易胜利使得克萨斯军过于依赖长步枪，并轻视敌人”。一名后来在范宁麾下服役的士兵抱怨，范宁因“在康塞普西翁的既往作战经验，使其忽视了必要的防备”，这可能是导致他在1836年3月的科莱托战役中惨败的原因之一。 
2023年，历史研究者借助计算机程序推测战场可能位于康塞普西翁公园（战役纪念碑所在之地）以北约两千英尺处。在该区域虽已出土火枪弹丸及其他遗物，但冲突的确切地点在考古上尚未得到确认。

## 引用著作
- Barr, Alwyn. . Austin, Texas: University of Texas Press. 1990. ISBN 0-292-77042-1. OCLC 20354408.
- Edmondson, J.R. . Plano, Texas: Republic of Texas Press. 2000. ISBN 1-55622-678-0. OCLC 42842410.
- Groneman, Bill. . Plano, Texas: Republic of Texas Press. 1998. ISBN 978-1-55622-571-0. OCLC 37935129.
- Hardin, Stephen L. . Austin, Texas: University of Texas Press. 1994. ISBN 0-292-73086-1. OCLC 29704011.
- Menchaca, Martha. . The Joe R. and Teresa Lozano Long Series in Latin American and Latino Art and Culture. Austin, Texas: University of Texas Press. 2001. ISBN 0-292-75253-9. OCLC 46872371.
- Todish, Timothy J.; Todish, Terry; Spring, Ted. . Austin, TX: Eakin Press. 1998. ISBN 978-1-57168-152-2. OCLC 36783795.